# Federico Cichero
Federico Pablo Cichero (Ushuaia, 9 de octubre de 1983) es un esquiador de fondo argentino.

## Vida personal
Estudió en la escuela técnica de Ushuaia y trabaja en la Municipalidad de su ciudad como inspector de Obras Públicas.

## Carrera deportiva
Comenzó a practicar deportes a los 12 años, pasando por el atletismo, el ciclismo, el kayak y el triatlón, además del esquí en el Centro Invernal Tierra Mayor en Tierra del Fuego. Fue el primer campeón de Argentina y Sudamérica de triatlón de invierno. En 2009 comenzó a especializarse en esquí de fondo.
En 2013 fue el primer argentino en participar en la Copa Mundial de Esquí de Fondo, realizada en Davos (Suiza). Ese mismo año también compitió en el Campeonato Mundial de Esquí Nórdico, realizado en Val di Fiemme (Italia).

### Sochi 2014
Participó en los Juegos Olímpicos de Invierno de 2014 celebrados en Sochi (Rusia), donde compitió en esquí de fondo, en las competencias de 15 kilómetros individual. Allí finalizó en el puesto 83 (de un total de 92) con un tiempo de 49:11,3. Su participación le valió el reconocimiento del Concejo Deliberante y de la Municipalidad de su ciudad.
Fue el único esquiador de la delegación argentina que compitió en un deporte diferente al esquí alpino.